# Kaldbakskambur
Kaldbakskambur è una montagna alta 588 metri sul mare situata sull'isola di Streymoy, la maggiore dell'arcipelago delle Isole Fær Øer, in Danimarca.